# Jane Withers
Pour les articles homonymes, voir Withers.
Jane Withers est une actrice américaine née le 12 avril 1926 à Atlanta (Géorgie) et morte le 7 août 2021 à Burbank (Californie).
Elle est surtout connue pour avoir été une des enfants stars les plus célèbres des années 1930 et du début des années 1940.

## Biographie
Unique enfant de Walter Edward Withers et Lavinia Ruth (née Elble) Withers,, Jane Withers commence sa carrière dans le divertissement à l'âge de trois ans et, pendant l'âge d'or de la radio, anime sa propre émission de radio pour enfants dans sa ville natale d'Atlanta, en Géorgie. En 1932, sa mère et elle déménagent à Hollywood dans l'espoir d'être embauchée dans des films. Jane devient figurante dans de nombreux films jusqu'à ce qu'elle décroche son rôle décisif : le personnage de Joy Smythe, gâtée et odieuse face à Shirley Blake, l'orpheline angélique incarnée par Shirley Temple, dans Shirley aviatrice (Bright Eyes, 1934).
Elle tourne dans 38 films avant de prendre sa retraite à 21 ans, en 1947. Dans les années 1950, elle revient au cinéma et à la télévision en tant qu'actrice de caractère.
De 1963 à 1974, elle acquiert une nouvelle popularité avec son interprétation du personnage Joséphine la plombière dans une série de publicités télévisées pour le nettoyant Comet[réf. nécessaire].
Dans les années 1990 et au début des années 2000, elle fait du doublage pour des films d'animation Disney. Elle a été interviewée dans de nombreuses rétrospectives documentaires sur l'âge d'or d'Hollywood. Elle est également connue pour sa philanthropie et sa vaste collection de poupées[réf. nécessaire].
Jane Withers décède à Burbank, en Californie, le 7 août 2021, à l'âge de 95 ans.

## Filmographie

### Cinéma
- 1932 : Handle with Care de David Butler : rôle mineur
- 1933 : Révolte au zoo (Zoo in Budapest) de Rowland V. Lee : Figurant
- 1933 : Mary Stevens, M.D. de Lloyd Bacon : la petite fille dans le hall (non crédité)
- 1934 : Kid Millions de Roy Del Ruth : rôle non crédité
- 1934 : Tailspin Tommy : la petite fille allant à la première de Littleville - Ch. 12
- 1934 : Une riche affaire (It's a Gift) de Norman Z. McLeod : la petite fille jouant à la marelle
- 1934 : Images de la vie (Imitation of Life) de John M. Stahl : la camarade de classe de Peola au premier rang
- 1934 : Shirley aviatrice (Bright Eyes) de David Butler : Joy Smythe
- 1935 : La Bonne Fée (The Good Fairy) de William Wyler : un enfant dans la scène à l’orphelinat
- 1935 : Ginger de Lewis Seiler : Ginger
- 1935 : La Jolie Batelière (The Farmer Takes a Wife) de Victor Fleming : Della
- 1935 : Redheads on Parade (en) de Norman Z. McLeod : petite fille
- 1935 : This Is the Life de Marshall Neilan : Geraldine 'Jerry' Revier
- 1935 : Paddy O'Day de Lewis Seiler : Paddy O'Day
- 1936 : Can This Be Dixie? (en) de George Marshall : Peg Gurgle
- 1936 : La Petite Dame  (Gentle Julia) de John G. Blystone : Florence Atwater
- 1936 : Little Miss Nobody de John G. Blystone : Judy Devlin
- 1936 : Pepper de James Tinling : Pepper Jolly
- 1937 : Petit Démon (The Holy Terror) : Corky Wallace
- 1937 : Angel's Holiday de James Tinling : June 'Angel' Everett
- 1937 : La Petite Roublarde (Wild and Woolly) : Arnette Flynn
- 1937 : Quarante-cinq Papas (45 Fathers) de James Tinling : Judith Frazier
- 1937 : Par trois longueurs (Checkers) de H. Bruce Humberstone : Checkers
- 1938 : Joyeux Gitans (Rascals) de H. Bruce Humberstone : Gypsy
- 1938 : Mon oncle d'Hollywood (Keep Smiling) de Herbert I. Leeds : Jane Rand
- 1938 : Always in Trouble de Joseph Santley : Jerry Darlington
- 1939 : The Arizona Wildcat de Herbert I. Leeds : Mary Jane Patterson
- 1939 : Boy Friend de James Tinling : Sally Murphy
- 1939 : Chicken Wagon Family (en) de Herbert I. Leeds : Addie Fippany
- 1939 : Pack Up Your Troubles de H. Bruce Humberstone : Colette
- 1940 : High School de George Nichols Jr. : Jane Wallace
- 1940 : Shooting High (en) d'Alfred E. Green : Jane Pritchard
- 1940 : Girl from Avenue A (en) de Otto Brower : Jane
- 1940 : Youth Will Be Served (en) de Otto Brower : Eadie-May
- 1941 : Âge ingrat (Small Town Deb) de Harold Schuster : Patricia Randall
- 1941 : Golden Hoofs (en) de Lynn Shores : Jane Drake
- 1941 : Son premier baiser (Her First Beau) de Theodore Reed : Penelope 'Penny' Wood
- 1941 : A Very Young Lady de Harold D. Schuster : Kitty Russell
- 1942 : Young America de Louis King : Jane Campbell
- 1942 : The Mad Martindales (en) de Alfred L. Werker : Kathy Martindale
- 1942 : Johnny Doughboy de John H. Auer : Ann Winters / Penelope Ryan
- 1943 : L'Étoile du Nord (The North Star) de Lewis Milestone : Clavdia Kurina
- 1944 : My Best Gal d'Anthony Mann : Kitty O'Hara
- 1944 : Faces in the Fog de John English : Mary Elliott
- 1946 : Affairs of Geraldine de George Blair : Geraldine Cooper
- 1947 : Danger Street de Lew Landers : Pat Marvin
- 1956 : Géant (Giant) de George Stevens : Vashti Snythe
- 1958 : The Heart Is a Rebel : Grace
- 1961 : The Right Approach de David Butler : Liz Fargo, Photographe
- 1963 : Le Combat du capitaine Newman (Captain Newman, M.D.) de David Miller : Lt. Grace Blodgett
- 1996 : Le Bossu de Notre-Dame (The Hunchback of Notre Dame) : Laverne (voix)
- 2002 : Le Bossu de Notre-Dame 2: Le Secret de Quasimodo (The Hunchback of Notre Dame II) : Laverne (voix)

### Télévision
- 1958 et 1962 : Bachelor Father (Série TV) : Lucille Barlow / Miss Sharkey
- 1959 : The United States Steel Hour (en) (Série TV) : Tante Jan
- 1961-1962 : General Electric Theater (Série TV) : Sue Ann Baines / Betty Hamilton
- 1962 : Pete and Gladys (Série TV) : Wilma
- 1963 : Suspicion (Série TV) : Edith Swinney
- 1964 : Summer Playhouse (Série TV) : Billie
- 1964 et 1966 : Les monstres (The Monsters) (Série TV) : Fanny Pike / Pamela Thornton
- 1975 : All Together Now (Série TV) : Helen Drummond
- 1977 et 1981 : ABC Weekend Specials (Série TV) : Mme Minney / Tante Daisy Dabble
- 1980 : La croisière s'amuse (The Love Boat) (Série TV) : Gladys
- 1981 : Pour l'amour du risque (Hart to Hart) (Série TV) : Roxy McGuane
- 1991 et 1993 : Arabesque (Murder She Wrote) (Série TV) : Marge Allen / Alma Sobel
- 1995 : Amazing Grace (Série TV) : Esther Baker